# San (fiume)
Il San è un fiume che nasce tra il nord-ovest dell'Ucraina e le estreme regioni sud orientali della Polonia e scorre per buona parte nel voivodato polacco della Precarpazia. Nei pressi di Sandomierz si immette nella Vistola.
Con una lunghezza di 433 km, è il sesto fiume più lungo della Polonia. Il suo bacino si estende su una superficie di 16.861 km², di cui 14.390 km² in Polonia. Il San nasce sui Carpazi nei pressi del piccolo villaggio di Sianky. Fino al 1963 era attraversato da un viadotto ferroviario in ferro ad arco presso la località di Solina ove ora sorge il Lago di Solina. La ferrovia a scartamento ordinario collegava Zagorz con Turka ed era una ferrovia forestale.
Il San attraversa le città di Sanok, Przemyśl e Jarosław.